# Рибальська вулиця (Поділ)
Риба́льська ву́лиця — зникла вулиця міста Києва, що існувала на Подолі. Пролягала від т. з. «Канави» (сучасна вулиця Нижній Вал) до Дніпра.

## Історія
Виникла у XV–XVI століттях, ймовірно під такою ж назвою. Існувала до Подільської пожежі 1811 року, після пожежі згідно з новим планом забудови Подолу була ліквідована. 
Відносно сучасного планування починалася біля перетину вулиць Нижній Вал і Почайнинської та пролягала у напрямку берегу Дніпра.